# Wykagyl
Wykagyl est une communauté suburbaine de la ville de New Rochelle dans le Comté de Westchester, état de New York.
On y trouve le Wykagyl Country Club, un club de golf établi en 1898, et le New Rochelle Tennis Club, un des plus anciens clubs de tennis du pays (établi en 1896).

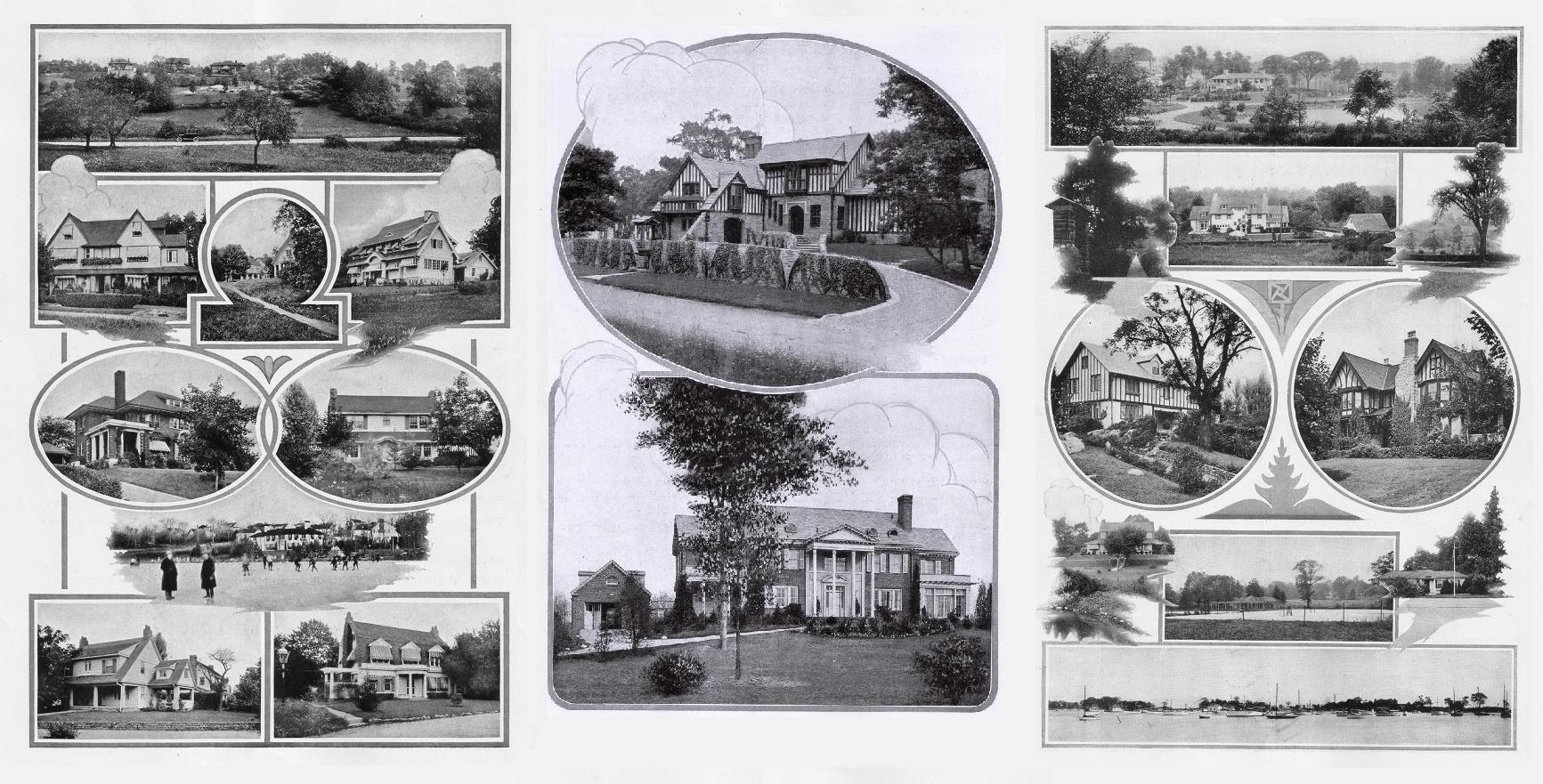
Habitations de Wykagyl dans les années 1920